# Покварена машта и прљаве страсти
Покварена машта и прљаве страсти је албум групе Рибља чорба. Снимљен је у јесен 1980. године у студију „Друга маца“. Продуцент је био Енцо Лесић, а сниман је у продукцији ПГП-РТБ.
Албум је крајем 1981. године достигао тираж од 200.000 примерака. Званично се појавио у продаји 23. фебруара, а недељу дана пре тога Рибља чорба је тријумфовала на загребачким концертима у оквиру акције „Поздрав из Београда“. Планирано је да се на омоту албума појави осамдесетогодишња госпођа, али се отприлике у то време појавио албум Бијелог дугмета, Доживјети стоту, са сличним решењем, па се на крају на омоту нашао књижевник Милош Јованчевић.